# 流水镇 (平潭县)
流水镇是中国福建省福州市平潭县下辖的一个镇。2021年4月，撤销流水镇、中楼乡、芦洋乡，设立君山镇。

## 行政区划
流水镇共辖26个行政村，分别是：
流水村、户楼村、砂美村、磹水村、君山村、渔屿村、北港村、山门村、坑北村、谢厝村、五埕村、模镜村、松厝村、南松村、新湖村、大埕村、大澳村、西楼村、山边村、裕藩村、东美村、下厝场村、五星村、港东村、松南村和后田村。